# インドゥ・クルブ
インドゥ・クルブ（西: Hindú Club）は、アルゼンチンのブエノスアイレス州ドン・トルクアートを拠点とするスポーツクラブ。ラグビーチームが特に有名である。トルネオ・デ・ラ・URBAに所属。

## 概要
国内クラブ王者を決めるナシオナル・デ・クルベスの優勝回数は最多で、近年はアルゼンチンで最も重要なラグビークラブの1つと見なされている。
象をマスコットとしている。

## 歴史
1919年創設。トルネオ・デ・ラ・URBAには1929年から出場しているが、1980年代までは中堅クラブであった。1996年にトルネオ・デ・ラ・URBAとナシオナル・デ・クルベスで共に初優勝を遂げて以降は、アルゼンチンで最も成功を収めているラグビークラブとなっている。
2006年には、イタリアとアルゼンチンのクラブ王者が対戦するコッパ・インテルコンティネンターレが創設され、アルゼンチンからは前年のナシオナル・デ・クルベスを制したインドゥが出場した。試合はイタリアのカルヴィザーノが28-10で勝利した。しかしこの大会は定着せず、この1回限りしか開催されなかった。
2015年から2022年にかけて、インドゥはナシオナル・デ・クルベス6連覇を達成。

## タイトル

### 国内タイトル
- ナシオナル・デ・クルベス
  - 優勝 11回（1996, 2001, 2003, 2005, 2010, 2015, 2016, 2017, 2018, 2019, 2022）
- トルネオ・デ・ラ・URBA
  - 優勝 11回（1996, 1998, 2006, 2007, 2008, 2009, 2012, 2014, 2015, 2017, 2022）

### 国際タイトル
- スダメリカーノ・デ・クルベス[注 2]
  - 優勝 1回（1997）

## 歴代所属選手
- ゴンサロ・ケサダ(Gonzalo Quesada)
- オラシオ・アグージャ(Horacio Agulla)
- ラミロ・エレーラ(Ramiro Herrera)
- トマス・ラバニーニ(Tomás Lavanini)
- フェリペ・エスクーラ(Felipe Ezcurra)
- バウティスタ・エスクーラ(Bautista Ezcurra)